# Редондо, Альба
Альба Мария Редондо Феррер (исп. Alba María Redondo Ferrer; род. 27 августа 1996, Альбасете, Кастилия-Ла-Манча) — испанская футболистка, нападающий клуба «Леванте» и сборной Испании. Чемпионка мира 2023 года.

## Карьера в сборной
8 ноября 2018 года Редондо дебютировала за сборную Испании в товарищеском матче против сборной Польши, а также была вызвана на Кубок Алгарве 2019 года. Однако главный тренер сборной Испании Хорхе Вильда не включил Альбу в финальную заявку на чемпионат мира 2019 года. Редондо также не была вызвана в сборную на чемпионат Европы 2022 года.
На чемпионате мира 2023 Редондо сыграла семь матчей и забила два гола. Она также вышла в стартовом составе на финальный матч против сборной Англии, в котором сборная Испании выиграла и завоевала первый титул чемпионок мира в своей истории.

## Достижения
Сборная Испании
- Чемпионка мира: 2023